# South Los Angeles
South Los Angeles est le nom officiel de la grande région géographique et culturelle s'étalant au sud et au sud-est du Downtown Los Angeles (Californie, États-Unis). Cette zone était autrefois connue sous le nom de South Central Los Angeles (ou South Central de manière raccourcie). La décision de changer le nom fut prise en 2003 dans le but de brouiller la mémoire d'une zone de violence et de destruction. Le nom South Central était devenu à peu près le synonyme de décadence urbaine et crime de rue. Mais beaucoup d'habitants de Los Angeles utilisent toujours l'ancienne dénomination.

## Géographie
Alors que le nom South Central dérive de l'histoire du quartier longeant la Central Avenue, South Los Angeles est généralement considérée comme couvrant la plus grande partie de la cité de Los Angeles du sud de l'autoroute Santa Monica et à l'est de l'autoroute San Diego.

## Histoire
Parmi les Asiatiques immigrant aux États-Unis entre la fin des années 1960 et la fin des années 1980, les Coréens sont les plus nombreux, succédant aux Chinois et aux Japonais. En effet, après la guerre de Corée, le gouvernement sud-coréen avait fortement développé l'éducation et formé une nouvelle génération éduquée, mais que le marché du travail ne parvint finalement pas à intégrer. Ces jeunes partirent donc aux États-Unis, mais ne parlant pas anglais, leur employabilité se révéla difficile. Beaucoup reprennent alors des magasins d'alcool, notamment dans le quartier de South Central, succédant à des juifs partis à la suite des émeutes de Watts de 1965.
Dans les années 1980, ils deviennent la cible de la communauté afro-américaine, qui dénonce une « invasion coréenne », le quartier ayant perdu un tiers de sa population noire, alors que le nombre d'Asiatiques et de Latinos augmente. Sur fond de délocalisation des entreprises, du développement d'un salariat sous-payé et du départ des classes moyennes vers la banlieue, les Coréens deviennent des bouc émissaires. En 1991, Latasha Harlins, une jeune Afro-Américaine suspectée du vol d'une bouteille de jus d'orange, est abattue d'une balle par une tenancière d'épicerie d'origine coréenne, conduisant des leaders afro-américains à prôner le boycott des magasins d'alcool tenus par des Coréens. Peu après débutent les émeutes de 1992 à Los Angeles, lors desquelles de nombreux commerces coréens sont détruits, à South Central et à Koreatown, leurs propriétaires étant accusés d'être des « privilégiés cyniques, malpolis et racistes » à l'égard des Noirs, notamment des plus pauvres. Ce récit simpliste, propagé par les médias californiens de l'époque, entretenait alors l'idée de commerçants braqués dans une posture sécuritaire. 
Le président George Bush père se rend ensuite sur les lieux des émeutes et, à mi-mot, conseille aux Coréo-Américains de se lancer en politique pour avoir des élus et que leur voix compte. Les émeutes de 1992 sont un électrochoc et beaucoup de membres de la communauté se mettent alors à penser au-delà, afin de notamment comprendre et de se greffer au modèle multiculturaliste américain.  
Après les émeutes de 1992, le quartier tente de changer de visage et des initiatives sont prises pour faire baisser la violence.
Au début des années 1990 fut créé le Watts Neighborhood Council (« Conseil du Quartier de Watts »), un organisme communautaire autonome. Ce conseil, qui discute de la vie du quartier, fonctionne grâce à des subventions publiques. Le Watts Towers Art Center est une institution indépendante qui reçoit des fonds des fondations, de l'université CalArts et même du prestigieux Getty Center. Le centre culturel organise des concerts, des lectures de poèmes, des ateliers de graffiti pour occuper les jeunes.
Au début du XXIe, la Corée devient tendance (via la musique et les séries) et la démographie évolue, les Américains d'origine coréenne étant désormais minoritaires par rapport aux latinos. Les commerces du quartier se font ainsi plus divers et le profil type du membre de la communauté, forcément tenancier d'un magasin d'alcool, s'atténue.

## Communautés

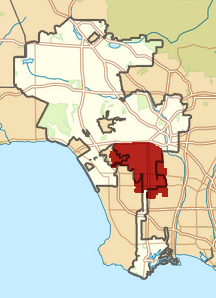
Situation de South Los Angeles (en rouge) sur le territoire de la ville de Los Angeles (en beige).

### Quartiers de Los Angeles
Les quartiers de la ville de Los Angeles situés dans South Los Angeles sont :
- Baldwin Hills/Crenshaw
- Crenshaw
- Exposition Park
- Hyde Park
- Jefferson Park
- Leimert Park
- Marlton Square
- Southeast Los Angeles
- University Park
- Watts
- West Adams

### Communes limitrophes
Les communes suivantes sont souvent considérées comme faisant partie de South Los Angeles (bien qu'elles ne dépendent pas de la ville de Los Angeles car elles constituent des municipalités à part entière) :
- Athens
- Carson
- Compton
- East Rancho Dominguez
- Florence-Graham
- Inglewood
- Lennox
- Lynwood
- View Park-Windsor Hills
- Walnut Park
- West Rancho Dominguez
- Willowbrook

## Démographie
Selon le Los Angeles Times, la population de South Los Angeles est à 56,7 % hispanique, à 38,0 % afro-américaine, à 2,0 % blanche non hispanique, à 1,6 % asiatique, 1,5 % appartenant à une autre catégorie ethno-raciale.

## Lieux notables
- BMO Stadium
- Los Angeles Memorial Coliseum

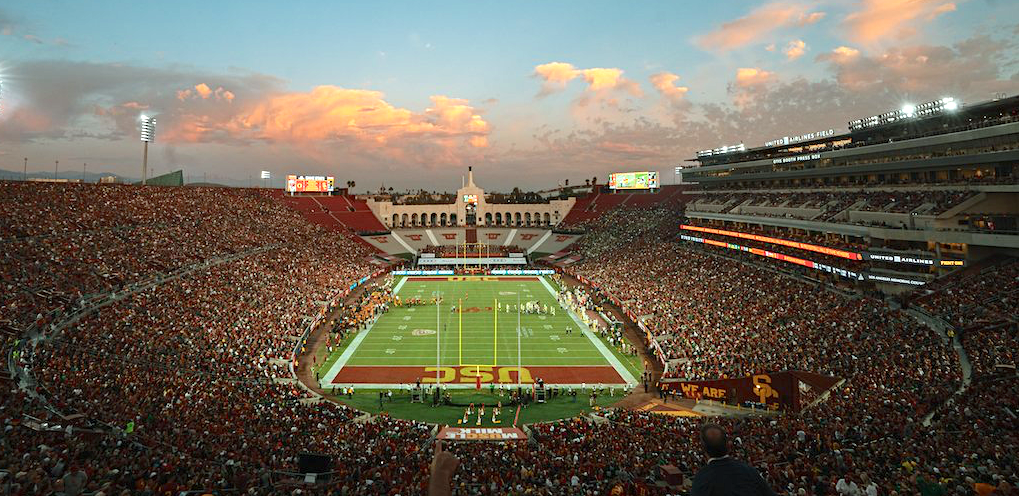
L.A. Memorial Coliseum.

- Lucas Museum of Narrative Art (en construction)
- California Science Center
- Leimert Park
- Université de Californie du Sud
- Exposition Park
- Shrine Auditorium
- Automobile Club of Southern California (en)
- Watts Towers

## Habitants
- Danny Elfman
- B-Real
- Baron Davis
- Eric Dolphy (Watts)
- James Hahn (Morningside Park)
- Hampton Hawes
- Esther Williams
- Keyshawn Johnson (Crenshaw)
- Arthur Lee
- César Millan
- Charles Mingus (Watts)
- Tayshaun Prince
- John Singleton
- Darryl Strawberry (Crenshaw)
- Maxine Waters
- Barry White
- Ice Cube
- Ice-T
- MC Ren
- Mack 10
- Montell Jordan
- Nipsey Hussle
- Meghan Markle
- Teri Moïse
- South Central Cartel
- King Lil G